# Changbo
Changbo (kinesiska: 昌波, 昌波乡) är en socken i Kina. Den ligger i provinsen Sichuan, i den sydvästra delen av landet, omkring 500 kilometer väster om provinshuvudstaden Chengdu. Antalet invånare är 1735. Befolkningen består av 826 kvinnor och 909 män. Barn under 15 år utgör 25,0 %, vuxna 15-64 år 67 %, och äldre över 65 år 7,0 %.
Genomsnittlig årsnederbörd är 592 millimeter. Den regnigaste månaden är juli, med i genomsnitt 202 mm nederbörd, och den torraste är november, med 1 mm nederbörd.